# Colombiaans voetbalelftal in 1990
Het Colombiaans voetbalelftal speelde in totaal twaalf interlands in het jaar 1990, waaronder vier wedstrijden bij de WK-eindronde in Italië. De nationale selectie stond onder leiding van bondscoach Francisco Maturana, die was aangetreden in 1987 en na de laatste wedstrijd, op 23 juni tegen Kameroen, terugtrad. Hij maakte plaats voor Luis Augusto García.

## Balans
| Wedstrijden | Wedstrijden | Wedstrijden | Wedstrijden | Doelpunten | Doelpunten | Doelpunten | Punten |
| Gespeeld    | Winst       | Gelijk      | Verlies     | Voor       | Tegen      | Saldo      | Punten |
| ----------- | ----------- | ----------- | ----------- | ---------- | ---------- | ---------- | ------ |
| 12          | 3           | 4           | 5           | 9          | 14         | –5         | 0.833  |

## Interlands
|                                                     |                                       |       |          |                                                                             |
| 2 februari Orange Bowl Cup № 194 «onderlinge duels» | Uruguay                               | 2 – 0 | Colombia | Orange Bowl, Miami Toeschouwers: 25.392 Scheidsrechter: Vincent Mauro (USA) |
| 2 februari Orange Bowl Cup № 194 «onderlinge duels» | Pedro Pedrucci 78' William Castro 84' |       |          | Orange Bowl, Miami Toeschouwers: 25.392 Scheidsrechter: Vincent Mauro (USA) |

|                                                     |                  |       |                  |                                                                             |
| 4 februari Orange Bowl Cup № 195 «onderlinge duels» | Verenigde Staten | 1 – 1 | Colombia         | Orange Bowl, Miami Toeschouwers: 15.231 Scheidsrechter: Vincent Mauro (USA) |
| 4 februari Orange Bowl Cup № 195 «onderlinge duels» | Eric Wynalda 4'  |       | 25' Luis Fajardo | Orange Bowl, Miami Toeschouwers: 15.231 Scheidsrechter: Vincent Mauro (USA) |

|                                                   |          |       |             |                                                                                          |
| 20 februari Marlboro Cup № 196 «onderlinge duels» | Colombia | 0 – 0 | Sovjet-Unie | Memorial Coliseum, Los Angeles Toeschouwers: 18.132 Scheidsrechter: Angelo Bratsis (USA) |
| 20 februari Marlboro Cup № 196 «onderlinge duels» |          |       |             | Memorial Coliseum, Los Angeles Toeschouwers: 18.132 Scheidsrechter: Angelo Bratsis (USA) |

|                                                     |                                                |       |          |                                                                                             |
| 17 april Vriendschappelijk № 197 «onderlinge duels» | Mexico                                         | 2 – 0 | Colombia | Memorial Coliseum, Los Angeles Toeschouwers: onbekend Scheidsrechter: Edward Cummings (USA) |
| 17 april Vriendschappelijk № 197 «onderlinge duels» | Luis Carlos Perea 2' (e.d.) Ricardo Peláez 39' |       |          | Memorial Coliseum, Los Angeles Toeschouwers: onbekend Scheidsrechter: Edward Cummings (USA) |

|                                                     |                  |                    |          |                                                                           |
| 22 april Vriendschappelijk № 198 «onderlinge duels» | Verenigde Staten | 0 – 1              | Colombia | Orange Bowl, Miami Toeschouwers: 8.214 Scheidsrechter: Edson Curtis (BER) |
| 22 april Vriendschappelijk № 198 «onderlinge duels» |                  | 1' Miguel Guerrero |          | Orange Bowl, Miami Toeschouwers: 8.214 Scheidsrechter: Edson Curtis (BER) |

|                                                               |                                        |       |                   |                                                                                 |
| 4 mei Chicago Marlboro Cup № 199 «onderlinge duels» 21:00 uur | Colombia                               | 2 – 1 | Polen             | Comiskey Park, Chicago Toeschouwers: 2.912 Scheidsrechter: Angelo Bratsis (USA) |
| 4 mei Chicago Marlboro Cup № 199 «onderlinge duels» 21:00 uur | Carlos Estrada 11' Arnoldo Iguarán 18' |       | 36' Roman Kosecki | Comiskey Park, Chicago Toeschouwers: 2.912 Scheidsrechter: Angelo Bratsis (USA) |

|                                                   |                   |       |                   |                                                                    |
| 26 mei Vriendschappelijk № 200 «onderlinge duels» | Egypte            | 1 – 1 | Colombia          | Cairo Stadium, Caïro Toeschouwers: 60.000 Scheidsrechter: onbekend |
| 26 mei Vriendschappelijk № 200 «onderlinge duels» | Hossam Hassan 45' |       | 82' Freddy Rincón | Cairo Stadium, Caïro Toeschouwers: 60.000 Scheidsrechter: onbekend |

|                                                   |                                                      |       |                   |                                                                                   |
| 2 juni Vriendschappelijk № 201 «onderlinge duels» | Hongarije                                            | 3 – 1 | Colombia          | Fáy utcai Stadion, Boedapest Toeschouwers: 4.000 Scheidsrechter: Zvi Sharir (ISR) |
| 2 juni Vriendschappelijk № 201 «onderlinge duels» | György Bognár 6' Kálmán Kovács 14' Kálmán Kovács 73' |       | 30' Freddy Rincón | Fáy utcai Stadion, Boedapest Toeschouwers: 4.000 Scheidsrechter: Zvi Sharir (ISR) |

| WK voetbal 1990 |
| --------------- |

|                                                                |        |           |                                          |                                                                                            |
| 9 juni WK-eindronde Groep D № 202 «onderlinge duels» 17:00 uur | V.A.E. | 0 – 2     | Colombia                                 | Stadio Renato Dall'Ara, Bologna Toeschouwers: 30.791 Scheidsrechter: George Courtney (ENG) |
| 9 juni WK-eindronde Groep D № 202 «onderlinge duels» 17:00 uur |        | (details) | 51' Bernardo Redin 86' Carlos Valderrama | Stadio Renato Dall'Ara, Bologna Toeschouwers: 30.791 Scheidsrechter: George Courtney (ENG) |

|                                                                 |          |           |                 |                                                                                          |
| 14 juni WK-eindronde Groep D № 203 «onderlinge duels» 17:00 uur | Colombia | 0 – 1     | Joegoslavië     | Stadio Renato Dall'Ara, Bologna Toeschouwers: 32.257 Scheidsrechter: Luigi Agnolin (ITA) |
| 14 juni WK-eindronde Groep D № 203 «onderlinge duels» 17:00 uur |          | (details) | 76' Davor Jozić | Stadio Renato Dall'Ara, Bologna Toeschouwers: 32.257 Scheidsrechter: Luigi Agnolin (ITA) |

|                                                                 |                       |           |                   |                                                                                       |
| 19 juni WK-eindronde Groep D № 204 «onderlinge duels» 17:00 uur | West-Duitsland        | 1 – 1     | Colombia          | Stadio Giuseppe Meazza, Milaan Toeschouwers: 72.510 Scheidsrechter: Alan Snoddy (NIR) |
| 19 juni WK-eindronde Groep D № 204 «onderlinge duels» 17:00 uur | Pierre Littbarski 88' | (details) | 90' Freddy Rincón | Stadio Giuseppe Meazza, Milaan Toeschouwers: 72.510 Scheidsrechter: Alan Snoddy (NIR) |

|                                                                        |                                   |           |                     |                                                                                  |
| 23 juni WK-eindronde Achtste finale № 205 «onderlinge duels» 17:00 uur | Kameroen                          | 2 – 1     | Colombia            | Stadio San Paolo, Napels Toeschouwers: 50.026 Scheidsrechter: Tulio Lanese (ITA) |
| 23 juni WK-eindronde Achtste finale № 205 «onderlinge duels» 17:00 uur | Roger Milla 106' Roger Milla 108' | (details) | 117' Bernardo Redin | Stadio San Paolo, Napels Toeschouwers: 50.026 Scheidsrechter: Tulio Lanese (ITA) |

|  |  |  |  |  |  |  |  |  |

## Statistieken
| René Higuita          | 1966-08-28 | Atlético Nacional      | 10 | 0 | 0 | 37 | 3  |
| Eduardo Niño          | 1967-06-08 | América de Cali        | 2  | 0 | 0 | 3  | 0  |
| Verdediging           |            |                        |    |   |   |    |    |
| Gildardo Gómez        | 1963-10-13 | Atlético Nacional      | 12 | 0 | 0 | 19 | 0  |
| Luis Carlos Perea     | 1963-12-29 | Atlético Nacional      | 12 | 0 | 0 | 37 | 1  |
| Luis Fernando Herrera | 1962-06-12 | Atlético Nacional      | 10 | 0 | 0 | 22 | 1  |
| Alexis Mendoza        | 1961-11-08 | América de Cali        | 6  | 0 | 0 | 10 | 0  |
| Andrés Escobar        | 1967-03-13 | Atlético Nacional      | 5  | 0 | 0 | 26 | 1  |
| Wilmer Cabrera        | 1967-09-15 | América de Cali        | 3  | 1 | 0 | 5  | 0  |
| Carlos Hoyos          | 1962-02-28 | Atlético Junior        | 1  | 1 | 0 | 24 | 0  |
| León Villa            | 1960-01-12 | Atlético Nacional      | 1  | 1 | 0 | 7  | 0  |
| Middenveld            |            |                        |    |   |   |    |    |
| Freddy Rincón         | 1966-08-14 | América de Cali        | 11 | 1 | 3 | 12 | 3  |
| Bernardo Redín        | 1963-02-26 | CSKA Sofia             | 10 | 1 | 2 | 36 | 5  |
| Leonel Álvarez        | 1965-07-29 | Real Valladolid        | 10 | 0 | 0 | 39 | 1  |
| Gabriel Gómez         | 1959-12-08 | Independiente Medellín | 6  | 1 | 0 | 22 | 1  |
| Luis Fajardo          | 1963-08-18 | Atlético Nacional      | 5  | 4 | 1 | 15 | 1  |
| Carlos Valderrama     | 1961-09-02 | Montpellier HSC        | 5  | 0 | 1 | 30 | 5  |
| Carlos Estrada        | 1962-11-01 | Deportivo Cali         | 4  | 3 | 0 | 9  | 0  |
| José Ricardo Pérez    | 1965-10-24 | Atlético Nacional      | 4  | 0 | 0 | 14 | 0  |
| Alexis García         | 1960-07-21 | Atlético Nacional      | 1  | 1 | 0 | 14 | 0  |
| Mario Coll            | 1960-08-20 | América de Cali        | 1  | 0 | 0 | 5  | 0  |
| Aanval                |            |                        |    |   |   |    |    |
| Arnoldo Iguarán       | 1957-01-18 | Millonarios            | 9  | 1 | 1 | 61 | 22 |
| Miguel Ángel Guerrero | 1967-09-07 | CD Málaga              | 2  | 1 | 1 | 3  | 1  |
| Rubén Darío Hernández | 1965-02-19 | Millonarios            | 1  | 2 | 0 | 14 | 1  |
| Gustavo Restrepo      | 1969-09-24 | Atlético Nacional      | 1  | 1 | 0 | 2  | 0  |
| Albeiro Usuriaga      | 1966-06-12 | América de Cali        | 0  | 2 | 0 | 9  | 1  |

Colfútbol · A-internationals · Selecties · Statistieken · Bondscoaches · Colombiaans vrouwenelftal · Olympisch elftal · Colombia U20 · Colombia U17
1938 – 1949 ·
1950 – 1959 ·
1960 – 1969 ·
1970 – 1979 ·
1980 – 1989 ·
1990 – 1999 ·
2000 – 2009 ·
2010 – 2019 ·
2020 – 2029
WK 1962 · 
WK 1990 · 
WK 1994 · 
WK 1998 · 
WK 2014 · 
WK 2018
OS 1968 · 
OS 1972 · 
OS 1980 · 
OS 1992 · 
OS 2016
1938 · 
1939 · 1940 · 1941 · 1942 · 1943 · 1944 · 
1946 · 
1947 · 
1948 · 
1949 · 
1950 · 1951 · 1952 · 1953 · 1954 · 1955 · 1956 · 
1957 · 
1958 · 1959 · 1960 · 
1961 · 
1962 · 
1963 · 
1964 · 
1965 · 
1966 · 
1967 · 
1968 · 
1969 · 
1970 · 
1971 · 
1972 · 
1973 · 
1974 · 
1975 · 
1976 · 
1977 · 
1978 · 
1979 · 
1980 · 
1981 · 
1982 · 
1983 · 
1984 · 
1985 · 
1986 · 
1987 · 
1988 · 
1989 · 
1990 ·
1991 · 
1992 · 
1993 · 
1994 · 
1995 · 
1996 · 
1997 · 
1998 · 
1999 · 
2000 · 
2001 · 
2002 · 
2003 · 
2004 · 
2005 · 
2006 · 
2007 · 
2008 · 
2009 · 
2010 · 
2011 · 
2012 · 
2013 · 
2014 · 
2015 · 
2016 · 
2017 ·
2018 ·
2019 ·
2020 ·
2021
Algerije ·
Argentinië ·
Australië ·
Bahrein ·
België ·
Bolivia · 
Brazilië ·
Canada ·
Chili ·
China · 
Costa Rica ·
Cuba ·
DDR ·
Duitsland ·
Ecuador ·
Egypte ·
El Salvador ·
Engeland ·
Finland ·
Frankrijk ·
Griekenland ·
Guatemala · 
Haïti ·
Honduras ·
Hongarije ·
Hongkong ·
Ierland ·
Irak ·
Israël ·
Ivoorkust ·
Jamaica ·
Japan ·
Joegoslavië ·
Jordanië ·
Kameroen ·
Koeweit · 
Liberia · 
Marokko ·
Mexico ·
Montenegro ·
Nederland ·
Nederlandse Antillen ·
Nicaragua ·
Nieuw-Zeeland · 
Nigeria ·
Noord-Ierland ·
Noorwegen ·
Panama ·
Paraguay ·
Peru ·
Polen ·
Puerto Rico ·
Qatar ·
Roemenië ·
Saoedi-Arabië ·
Schotland ·
Senegal ·
Servië ·
Slovenië ·
Slowakije ·
Sovjet-Unie ·
Spanje ·
Trinidad en Tobago ·
Tsjecho-Slowakije ·
Tunesië · 
Turkije · 
Uruguay ·
Venezuela ·
Verenigde Arabische Emiraten · 
Verenigde Staten ·
Zuid-Afrika ·
Zuid-Korea ·
Zweden ·
Zwitserland
Brazilië (2014) ·
Engeland (2018) ·
Griekenland (2014) ·
Ivoorkust (2014) ·
Japan (2014) ·
Japan (2018) ·
Polen (2018) ·
Senegal (2018) ·
Uruguay (2014)